# アルゴン
アルゴン（英: argon）は原子番号18番の元素である。元素記号は Ar。原子量は39.95。第18族元素（貴ガス）、第3周期元素の一つ。

## 名称
「アルゴン」という名はギリシャ語で「怠惰な」「不活発な」を意味する「αργον」という単語に由来する。
「働く」という意味の「εργον」に「αν」をつけた「αν εργον」（働かない）が語源とする説もある。また、ギリシャ語で「怠け者」という意味の「αργος」が語源とする説もある。

## 分布
アルゴンは、地球大気中に窒素・酸素に次いで3番目に多く含まれている気体（水蒸気を除く）で、その質量パーセント濃度は0.93 %である。地球上のアルゴンのほとんどは、質量数が40のアルゴン40である。これは地殻中のカリウム40が崩壊することにより、アルゴンが生成されているためである。一方、宇宙においてはアルゴン36が最も多量に存在しており、超新星爆発による元素合成により生成されたものである。
空気中（地表）に 0.93 % 含まれているので、アルゴンは空気から液体酸素・液体窒素を分離精製する際に、酸素から分留して得ることができる。
第18族元素（貴ガス）の中では最も空気中での存在比が大きい。これは自然界すなわち岩石中に存在していたカリウム40の一部 (11 %) が電子捕獲によってアルゴン40となったためである。このため地球および火星など岩石惑星大気中ではアルゴン40の同位体比が圧倒的に大きいのに対し、太陽大気中ではアルゴン36の同位体が大部分を占める。
こうした事もあって地球上のアルゴンは原子量の重いものが偏っているため、アルゴン（原子番号18）は原子番号19のカリウムよりも平均原子量が大きくなっている。
ちなみに乾燥空気中の構成物質第4位は二酸化炭素だが、2008年現在得られる資料では 0.038 % であり、3位との差は大きい。

## 特徴
名の通り、アルゴンは化学反応をほとんど起こさない元素である。最外殻電子数が8でありオクテット則を満たしているので、アルゴンは安定でほかの元素と結合しにくい。三重点は83.8058 Kであり、これは1990年に国際温度目盛 (ITS-90) の定義定点に採用された。。

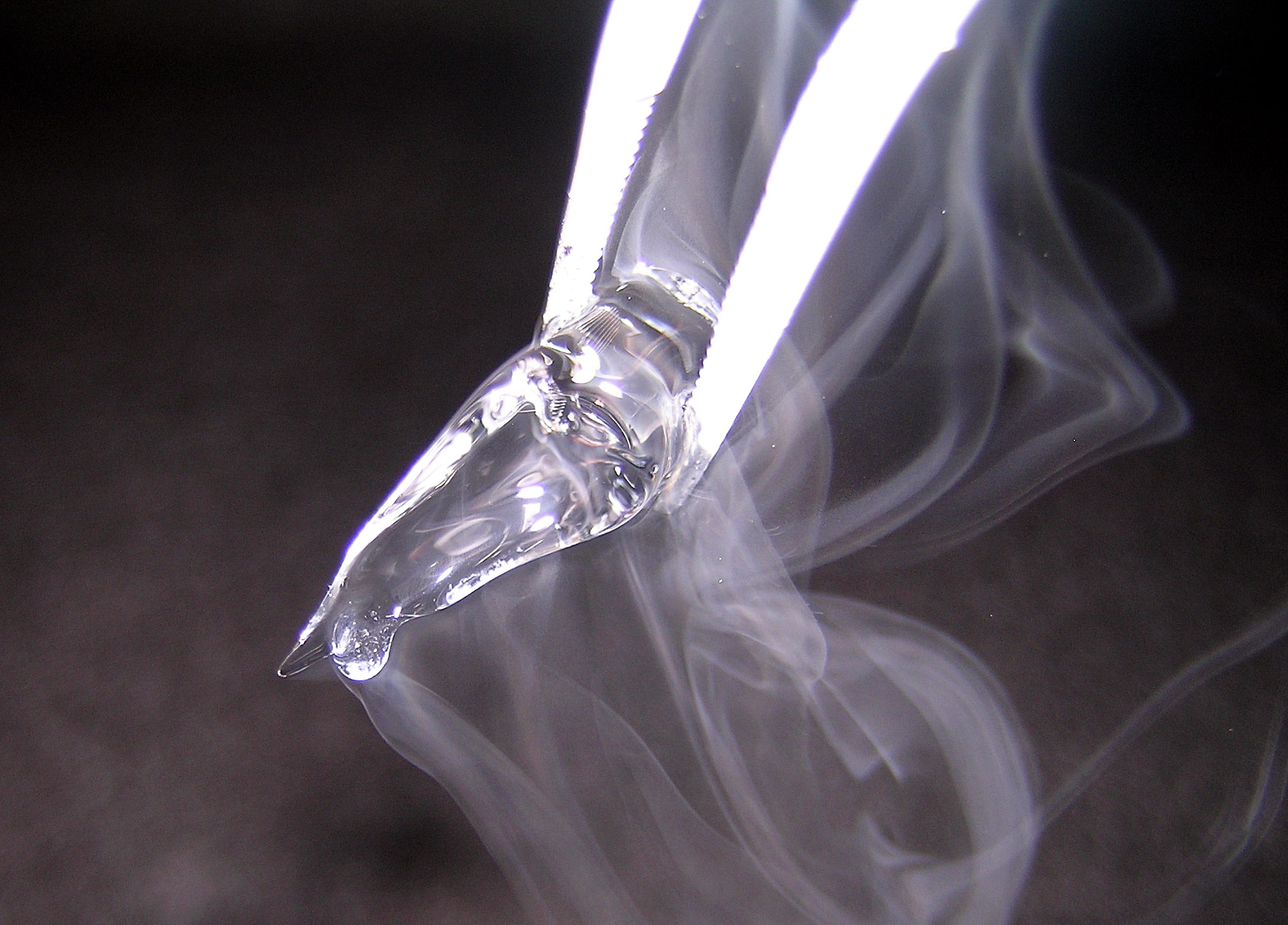
凍結させたアルゴン

貴ガスの一つ。常温、常圧で無色、無臭の気体。貴ガスのため不活性である。比重は、1.65（−233 °C: 固体）、1.39（−186 °C: 液体）、空気に対する比重は、1.38。固体での安定構造は、面心立方構造 (FCC)。

## 用途
産業用途としては主に反応性の低さを利用した不活性ガスとして製鋼や溶接、シリコン製造に用いられる。アルゴンの2004年度日本国内生産量は219461000 m3 （約40万トン）、工業消費量は38348000 m3である。近年の需要に対応して、2005年に日本工業規格 (JIS K 1105) が改正され、純度が高められた。
- アルゴンは、水銀灯、蛍光灯、電球、真空管等の封入ガス、アルゴンレーザー、アーク溶接時の保護ガス、チタン精練、チタン入りろう材による加工、食品の酸化防止のための充填ガスなどに利用される。
- 分析化学の分野ではICP（誘導結合プラズマ）のプラズマ用ガスや、ガスクロマトグラフィーを行う際の移動相として利用する。
- テクニカルダイビングにおいて、ドライスーツ用ガスや混合ガスとして使用される。
- 岩石の年代測定にカリウム・アルゴン (K-Ar) 法として用いられ、岩石が最後の加熱を受けてからの年代を求める事が出来る[8]。数千万年前から数十億年前という幅広い年代の推定が可能。なお、次の2つの前提条件が成立しなければならない。

1. 初生40Ar/36Ar比（初生値）が大気アルゴンの値(=295.5)に等しい[8]。
2. 溶岩が噴出冷却してから現在まで岩石サンプルの閉鎖系が保たれ、カリウム及びアルゴンの出入りがない[8]。

しかし、実際には初生値の補正が必要になる。

## 歴史
1892年にレイリー卿（ジョン・ウィリアム・ストラット）が大気分析の過程で未知の気体に気づき、1894年にウィリアム・ラムゼーと共にその正体がアルゴンであることを突き止めた。
レイリー卿が気が付いたきっかけは、「空気から酸素・二酸化炭素・水蒸気といった当時既知の気体を除いて作った窒素」と「酸化窒素などの窒素化合物から作った窒素」の重さがほんのわずかではあるが違うためで、この問題について彼がラムゼーとほぼ同時にたどり着いた結論が「空気からとった窒素にはごくわずかだがいかなる薬品とも反応しない気体がある」というもので、後にラムゼーはこうした不活性な気体がアルゴン以外にもあることに気が付き、ネオンやクリプトンも空気から分離している他、メンデレーエフの周期表のどこにもこれらの元素が性質上入らないので、縦にもう一つ列（第0族元素）を作った。
しかし、その100年も前に、ヘンリー・キャヴェンディッシュが存在に気がついていたと言われている。なお、1904年にレイリー卿は「気体の密度に関する研究、およびこの研究により成されたアルゴンの発見」によりノーベル物理学賞を、ウィリアム・ラムゼーは「空気中の貴ガス元素の発見と周期律におけるその位置の決定」によりノーベル化学賞を、それぞれ授与された。

## 化合物
アルゴンは単原子でオクテット則を満たしていることから、他の原子と結合した化合物は長い間知られていなかった。2000年、フィンランドの研究者により初のアルゴン化合物、アルゴンフッ素水素化物 (HArF) の合成が発表された。これは、アルゴンとフッ化水素、ヨウ化セシウムを混合して 7.5 K で紫外線照射することにより合成された。